# Mabel Normand
Mabel Normand (9 de noviembre de 1892-22 de febrero de 1930) fue una actriz cinematográfica estadounidense y la actriz cómica más popular de la era del cine mudo. 
El final de su carrera se vio marcado por varios escándalos sucesivos, incluyendo la muerte del director William Desmond Taylor, con quien ella estuvo sólo minutos antes de su asesinato.

## Primeros años y carrera

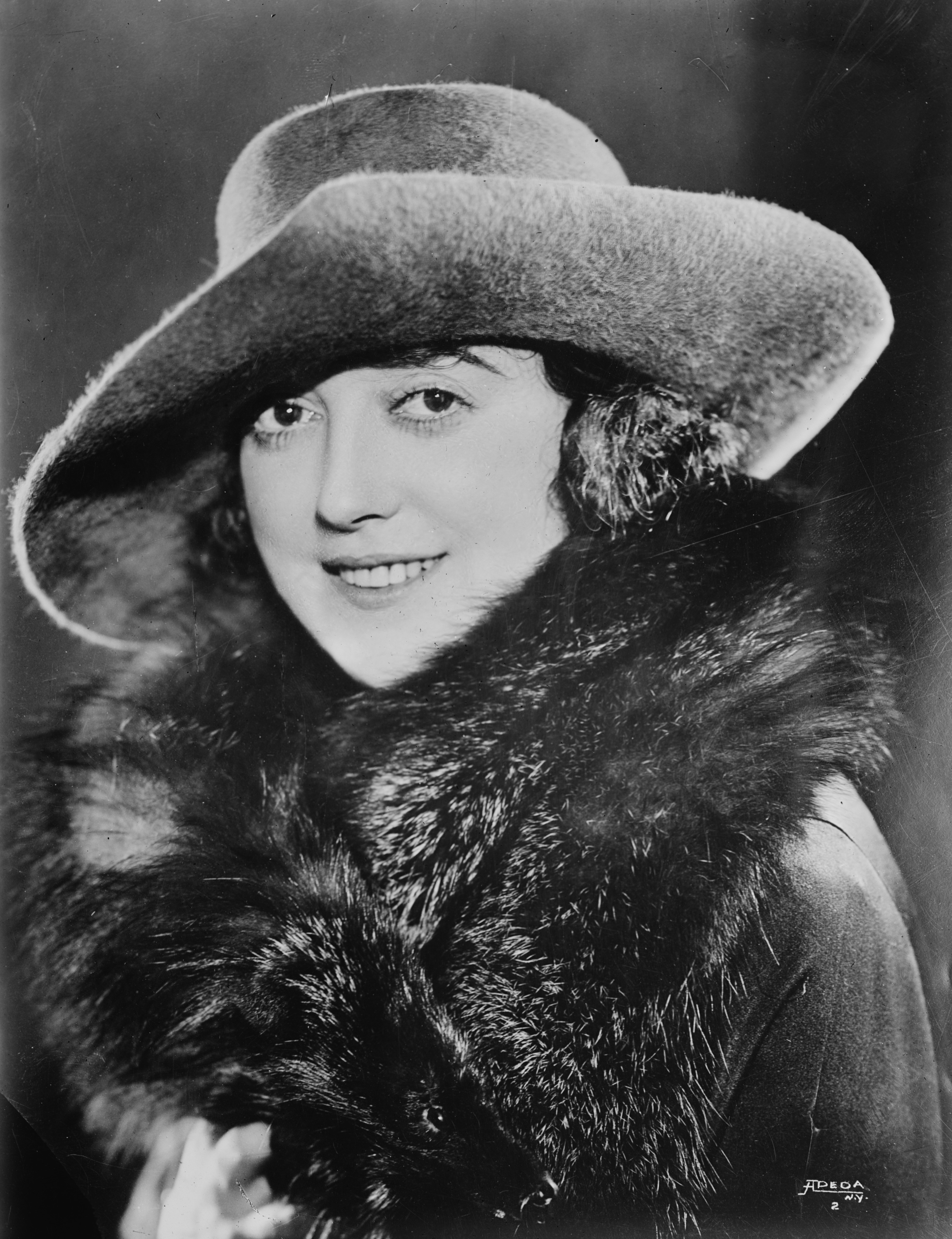
Mabel Normand.

Su verdadero nombre era Mabel Ethelreid Normand. Nació en Staten Island, Nueva York y se crio en un ambiente de extrema pobreza. Su padre, Claude Normand, trabajaba esporádicamente como carpintero. 
Cuando entró en el cine a los 16 años en 1909, Normand trabajaba como modelo de artistas, tarea que incluía posar para tarjetas ilustradas por Charles Dana Gibson, creador de la imagen de la Gibson girl. 
Conoció al director Mack Sennett y se embarcó en una aventura con él. Sus primeros filmes la retrataban como una belleza en traje de baño, pero Normand rápidamente demostró facilidad para la comedia y se convirtió en una estrella de los cortos de Sennett. 
Actuó regularmente con Charles Chaplin y Roscoe Arbuckle y escribió, dirigió y protagonizó algunos de los primeros títulos de Chaplin. Está acreditada como una de las primeras personas en tirar una tarta en un film -- a Arbuckle en A Noise from the Deep (1913) – y a menudo se la cita como la más prominente cómica del cine mudo. 
En 1914 actuó con Chaplin y Marie Dressler en Tillie's Punctured Romance, y finalmente llegó a ser una estrella cinematográfica. Al finalizar su relación con Sennett firmó un contrato semanal de 3.500 dólares con Samuel Goldwyn en 1918 y abrió su propio estudio en Culver City, California. 
Se afirma que en esta época se hizo adicta al alcohol y a los narcóticos, lo cual dañó su salud y su carrera. A pesar de todo, su ruptura con Sennett parece que causó un cambio en su vida y desarrolló su interés por la lectura.

## Escándalos
El director William Desmond Taylor compartía el interés de Normand por los libros, y ambos se hicieron íntimos amigos. Él fue asesinado en 1922 pocos minutos después de haber salido ella del domicilio de Taylor. Normand fue investigada por la policía, aunque nunca llegó a ser la principal sospechosa.
La prensa especuló sobre la culpabilidad de Normand, habida cuenta su consumo de drogas y sus muchas actuaciones junto a Roscoe Arbuckle, el cual recientemente también se había visto marcado por el escándalo. 
En 1924 ella se encontró con otro escándalo cuando su chófer, Joe Kelly (exconvicto cuyo nombre real era Horace Greer), disparó e hirió a Courtland Dines, amante de Normand, con la pistola de ella.

## Últimos años y fallecimiento
Continuó rodando filmes y firmó un contrato con Hal Roach Studios en 1926 tras tener diferencias con el director y productor F. Richard Jones, que la había dirigido en Keystone. 
Con Roach rodó la película Raggedy Rose, además de otras cuatro que fueron estrenadas con apoyo publicitario de la comunidad de Hollywood (incluyendo el de su amiga Mary Pickford). 
En 1926 se casó con el actor Lew Cody, con el cual había trabajado en Mickey en 1918. Vivieron en Beverly Hills. Sin embargo, la salud de Normand se había deteriorado. Tras un largo ingreso en un sanatorio, falleció a causa de una tuberculosis en Monrovia, California, a los 37 años de edad. Fue enterrada en el Cementerio Calvary de Los Ángeles.
Mabel Normand tiene una estrella en el Paseo de la Fama de Hollywood por su contribución a la industria cinematográfica, en el 6821 de Hollywood Boulevard.

## Filmografía parcial
- Indiscretions of Betty (1910)
- Her Awakening (1911; dirigida por D. W. Griffith)
- Why He Gave Up (1911)
- The Water Nymph (1912) con Mack Sennett.
- Mabel's Lovers (1912) con Fred Mace y Ford Sterling.
- At Coney Island (1912) con Mack Sennett, Fred Mace, y Ford Sterling.
- The Flirting Husband (1912) con Ford Sterling.
- Mabel's Adventures (1912)
- The Rivals (1912) con Mack Sennett, Fred Mace, y Ford Sterling.
- The Bangville Police (1913) con los Keystone Cops.
- A Noise from the Deep (1913); Normand tira el primer pastel de la historia del cine) con Roscoe Arbuckle.
- A Little Hero (1913) con Harold Lloyd.
- Mabel's Awful Mistakes (1913) con Mack Sennett, Ford Sterling, y Edgar Kennedy.
- Passions, He Had Three (1913) con Roscoe Arbuckle.
- For the Love of Mabel (1913) con Roscoe Arbuckle y Ford Sterling.
- Mabel's New Hero (1913) con Roscoe Arbuckle.
- Mabel's Dramatic Career (1913) con Mack Sennett y Ford Sterling.
- Won in a Closet, segunda película dirigida por Mabel Normand.
- In the Clutches of the Gang (1914) con Roscoe Arbuckle y los Keystone Cops.
- Mack at It Again (1914) con Mack Sennett.
- Mabel's Stormy Love Affair (1914)
- Mabel's Strange Predicament (1914) with Charles Chaplin (first film shot with Chaplin as the Tramp, although the second released).
- A Film Johnnie (1914) con Charles Chaplin y Roscoe Arbuckle.
- Mabel at the Wheel (1914); codirigida por Mabel Normand y Mack Sennett) con Charles Chaplin.
- Caught in a Cabaret (1914); escrita y dirigida por Mabel Normand) con Charles Chaplin.
- Mabel's Nerve (1914) con Mack Swain.
- The Fatal Mallet (1914) con Charles Chaplin.
- Her Friend the Bandit (1914); codirigida por Mabel Normand y Charles Chaplin) con Charles Chaplin.
- Mabel's Busy Day (1914); escrita y dirigida por Mabel Normand) con Charles Chaplin.
- Mabel's Married Life (1914); coescrita por Charles Chaplin y Mabel Normand) con Charles Chaplin.
- Mabel's New Job (1914); codirigida por Mabel Normand y George Nichols) con Chester Conklin, Charley Chase, y Al St. John.
- The Sky Pirate (1914) con Roscoe Arbuckle y Al St. John
- The Masquerader (1914) con Charles Chaplin y Roscoe Arbuckle (Normand no salía en créditos).
- Mabel's Latest Prank (1914); codirigida por Mabel Normand y Mack Sennett) con Mack Sennett.
- Hello, Mabel (1914; dirigida por Mabel Normand) con Charley Chase, Chester Conklin, y Al St. John
- Gentlemen of Nerve (1914) con Charles Chaplin.
- His Trysting Place (1914) con Charles Chaplin.
- Tillie's Punctured Romance (1914) con Marie Dressler y Charles Chaplin.
- Shotguns That Kick (1914) con Roscoe Arbuckle y Al St. John
- Mabel and Fatty's Wash Day (1915) con Roscoe Arbuckle.
- Mabel and Fatty's Simple Life (1915) con Roscoe Arbuckle.
- Mabel and Fatty's Married Life (1915) con Roscoe Arbuckle.
- Getting Acquainted (1914) con Charles Chaplin.
- That Little Band of Gold (1915) con Roscoe Arbuckle y Ford Sterling.
- Wished on Mabel (1915) con Roscoe Arbuckle.
- Mabel and Fatty Viewing the World's Fair at San Francisco (1915) con Roscoe Arbuckle.
- Mabel's Wilful Way (1915) con Roscoe Arbuckle, Al St. John, y Edgar Kennedy.
- Mabel Lost and Won (1915) con Owen Moore.
- The Little Teacher (1915) con Roscoe Arbuckle, Mack Sennett, y Owen Moore.
- He Did and He Didn't (1916) con Roscoe Arbuckle y Al St. John
- Fatty and Mabel Adrift (1916) con Roscoe Arbuckle y Al St. John
- The Venus Model (1918)
- Mickey (1918)
- A Perfect 36 (1918)
- Jinx (1919)
- Molly O (1921)
- Head Over Heels (1922)
- Oh, Mabel Behave (1922)
- Suzanna (1923)
- Raggedy Rose (1926)
- The Nickel-Hopper (1926)
- Should Men Walk Home? (1927)
- One Hour Married (1927)

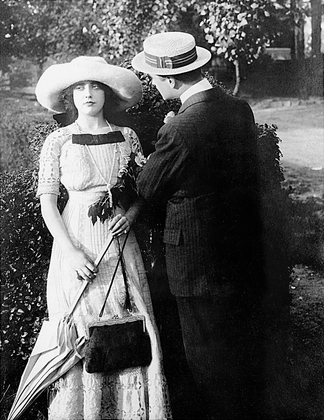
Her Awakening (1911)
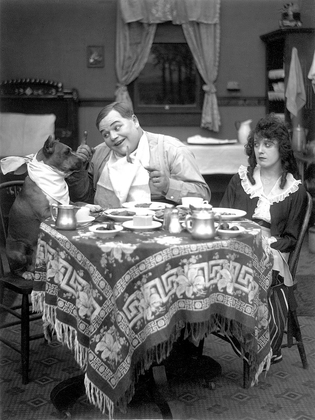
Fatty and Mabel Adrift (1916)
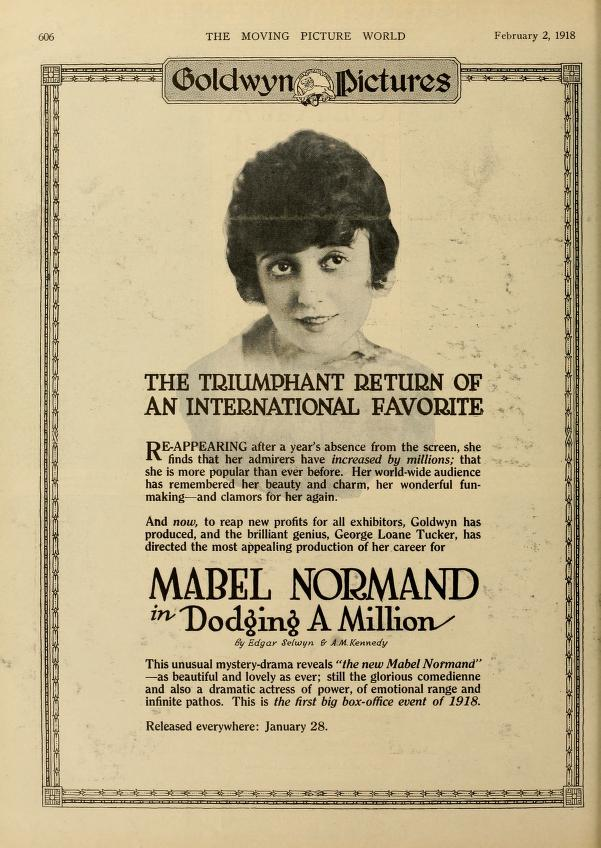
Dodging a Million (1918)
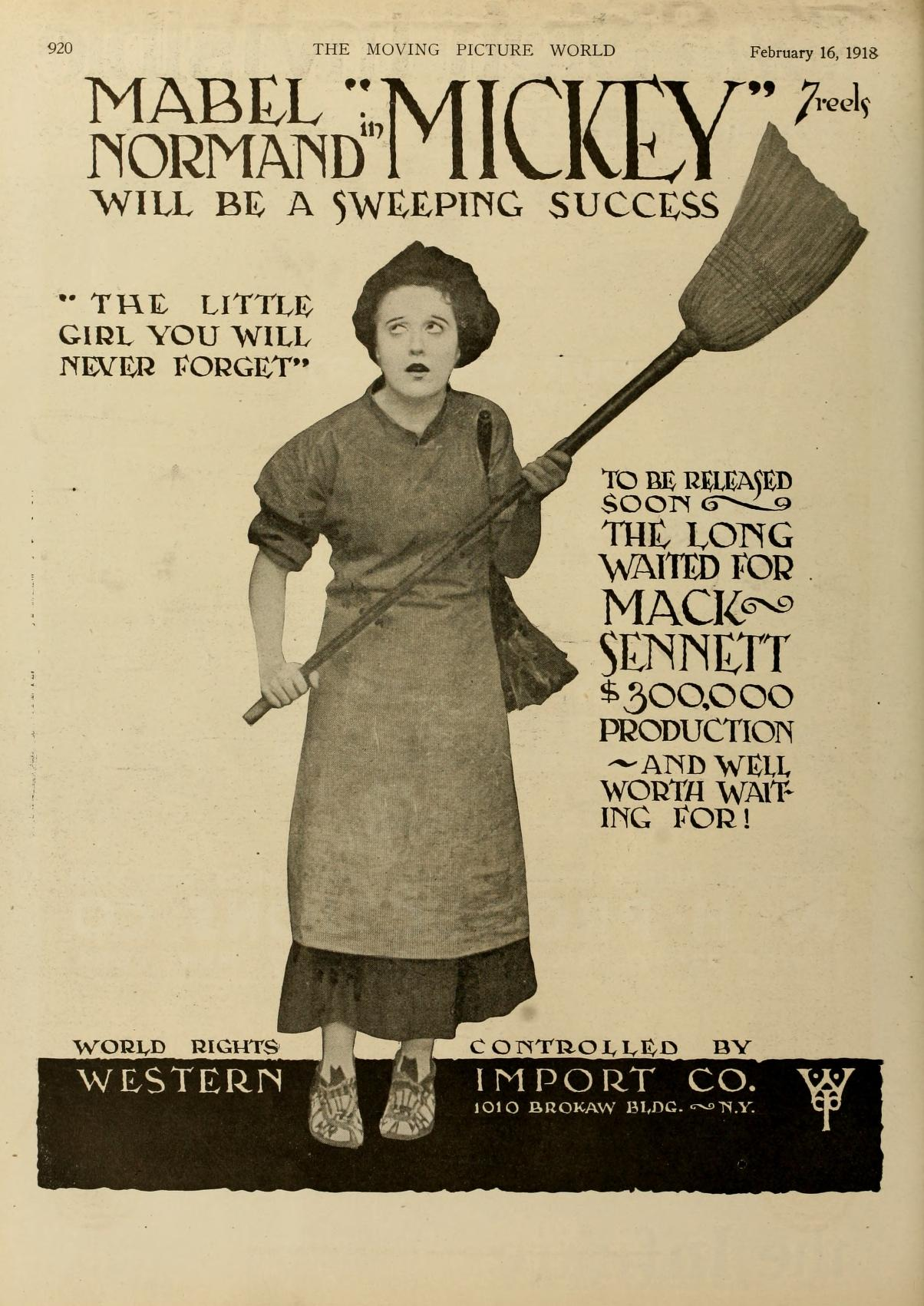
Mickey (1918)
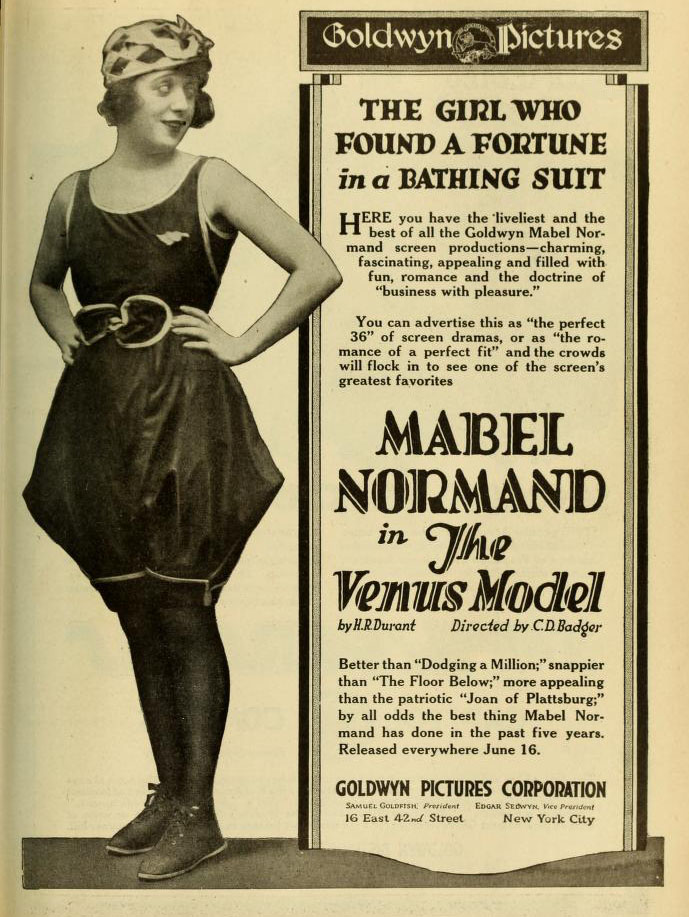
The Venus Model (1918)
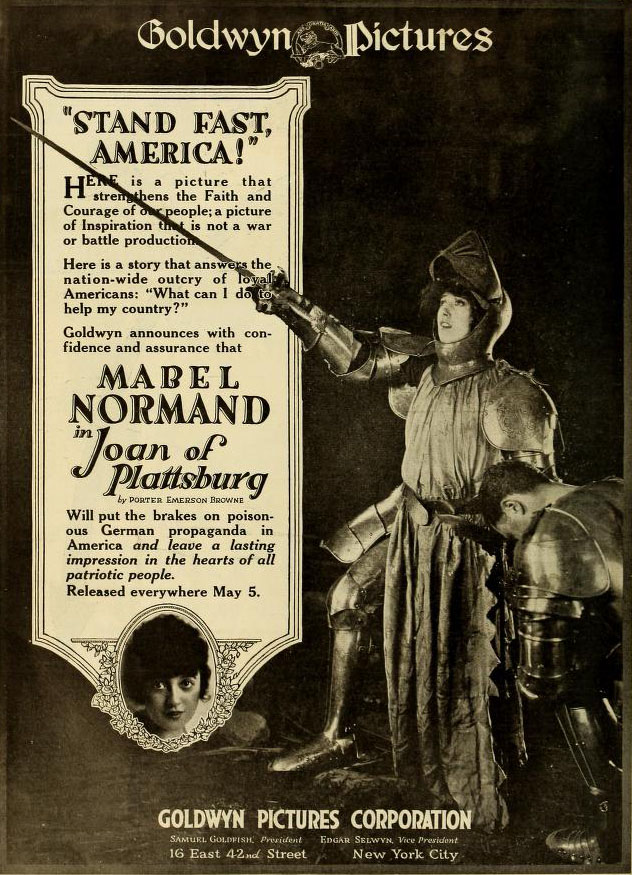
Joan of Plattsburg (1918)
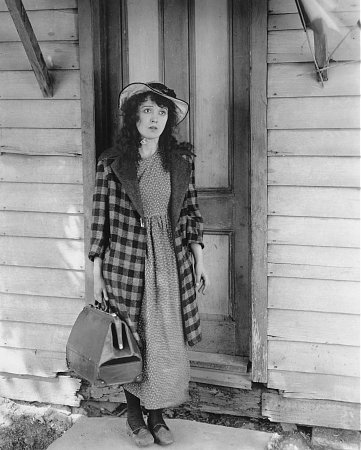
Peck's Bad Girl (1918)
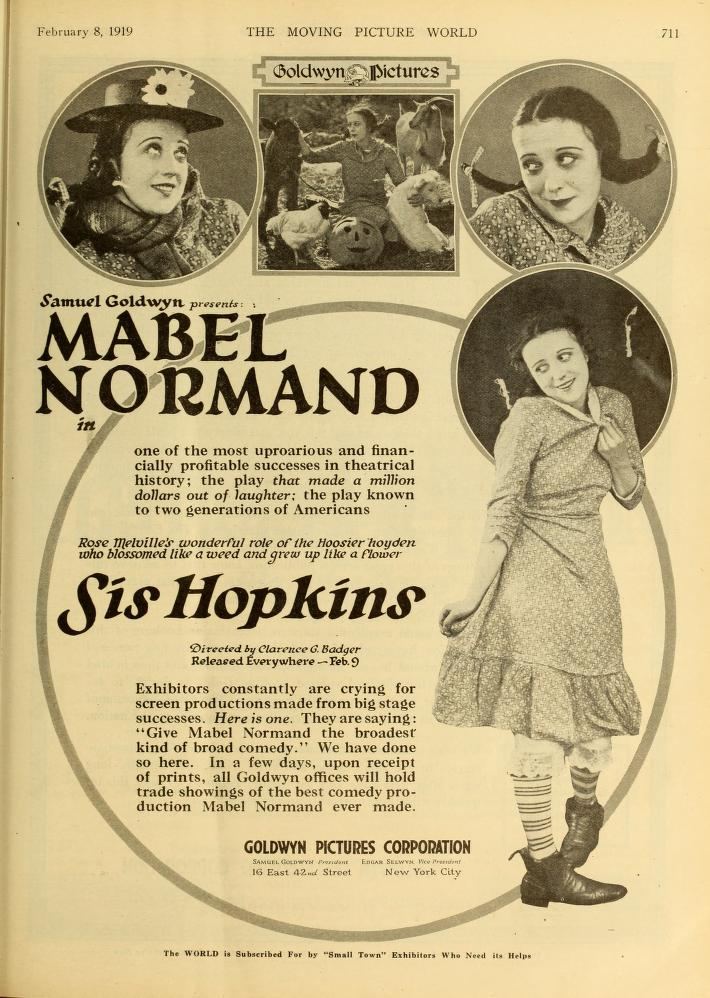
Sis Hopkins (1919)
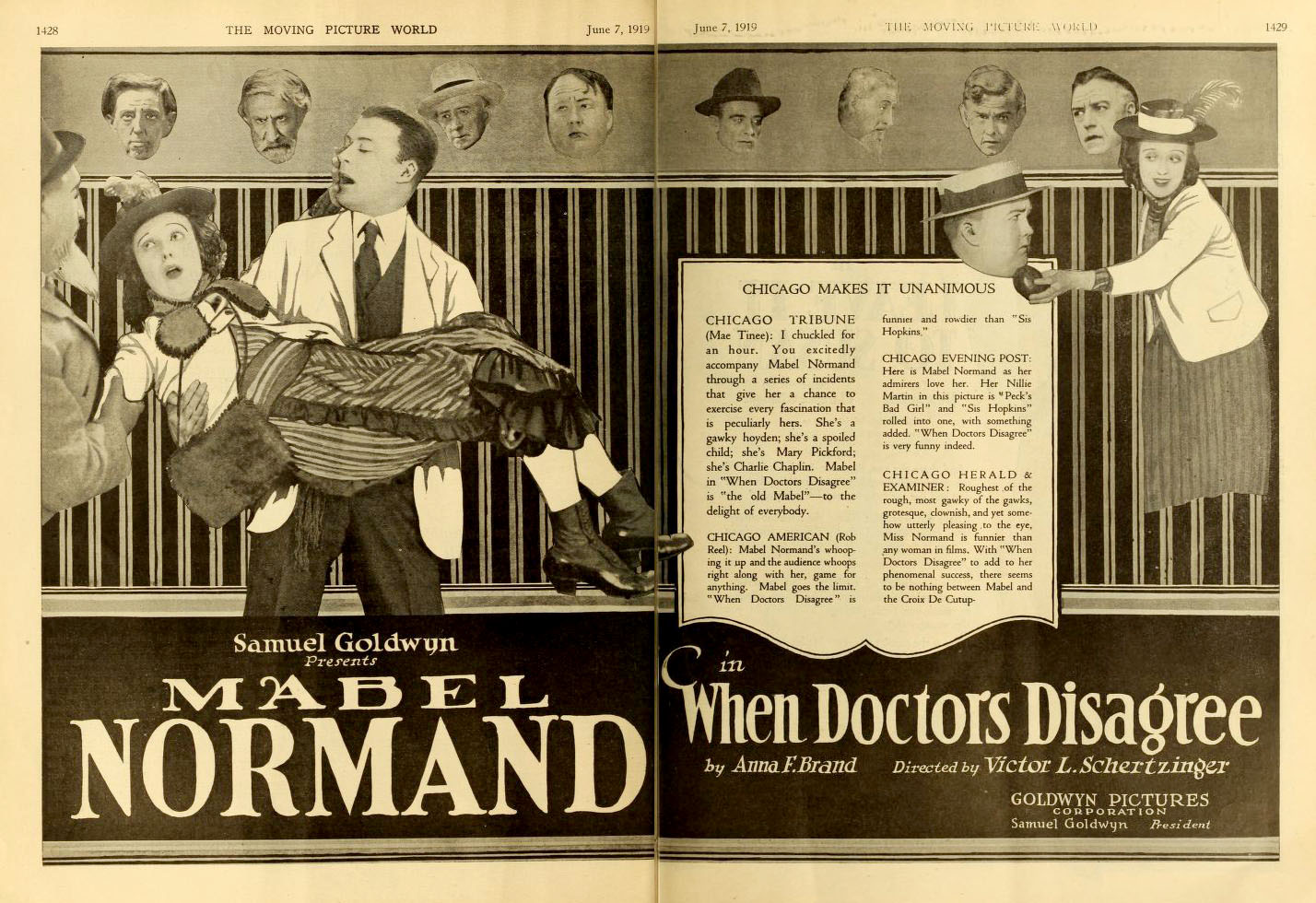
When Doctors Disagree (1919)

## En la ficción
La actriz es recreada brevemente por Marisa Tomei en la película Chaplin de 1992.